# A Deepwater Horizon olajfúrótorony katasztrófája
Koordináták: é. sz. 28° 44′ 12″, ny. h. 88° 23′ 14″28.736669°N 88.387161°W

A Deepwater horizon olajfúrótorony kigyulladt egysége 2010-ben

A Deepwater Horizon olajfúrótorony katasztrófája 2010. április 20-án következett be, amikor is felrobbant a Deepwater Horizon olajfúrótorony, majd a robbanást követően tűz pusztított a fúrótorony fedélzetén. A fúrótorony a Transocean nevű vállalat tulajdonát képezte és a BP olajvállalat számára végzett kitermelést a Macondo Prospect kőolajmezőn, amely mintegy 60 kilométernyire délre fekszik Louisiana állam partjaitól. A robbanásban 11 munkás életét vesztette, valamint 17 másik megsebesült. A robbanás következtében a Deepwater Horizon olajfúrótorony kigyulladt, majd később elsüllyedt. Ugyanennek a kitörésnek egy másik következménye volt az, hogy egy mélytengeri olajömlés következett be a Mexikói-öbölben, amely a világ eddigi legnagyobb tengeri olajkitörése volt, melyet emberi beavatkozás okozott, illetve ez volt az Amerikai Egyesült Államok történetének eddigi legnagyobb környezeti katasztrófája is egyben.
Az esetről 2016-ban egy játékfilm is készült Mark Wahlberg főszereplésével Deepwater Horizon, magyarul Mélytengeri pokol címmel.